# Vasile Aftenie
Vasile Aftenie (ur. 14 czerwca 1899 w Lodromanie w Rumunii, zm. 10 maja 1950 w więzieniu Văcărești) – rumuński duchowny greckokatolicki, biskup tytularny Ulpiany i Błogosławiony Kościoła katolickiego.

## Życiorys
W 1919 roku rozpoczął studia na wydziale teologicznym, następnie został wysłany na studia w Kolegium św. Atanazego w Rzymie. W 1925 roku uzyskał doktorat z filozofii i teologii. 1 stycznia 1926 roku został wyświęcony przez metropolitę Vasile Suciu. W tym samym roku został wykładowcą Akademii Teologicznej w Blaju. Następnie został mianowany protopopem Bukaresztu. 1 października 1939 roku został rektorem Akademii Teologicznej. W kwietniu 1940 roku został mianowany biskupem tytularnym Ulpiany. 28 października 1948 roku został aresztowany przez reżim komunistycznym przewieziony do Dragoslavele, a następnie do prawosławnego klasztoru Căldărușani, przekształconego w obóz koncentracyjny. W maju 1949 roku został przeniesiony do Ministerstwa Spraw Wewnętrznych, gdzie był torturowany. Zmarł w więzieniu Văcărești 10 maja 1950 roku. Pochowany na cmentarzu katolickim Belu.
19 marca 2019 papież Franciszek pozwolił na ogłoszenie dekretu o jego męczeństwie, a także 6 innych biskupów zamordowanych w latach 1950-1970. Jego beatyfikacja odbyła się 2 czerwca 2019 roku w czasie podróży apostolskiej Franciszka do Rumunii.